# Витгенштейн, Пётр Львович
Светлейший князь  Пётр Львович Витгенштейн  (Peter Dominikus Ludwig, Fürst zu Sayn und Wittgenstein; 10 мая 1831, Виленская губерния — 18 августа 1887, Керлеон) — глава рода Сайн-Витгенштейн-Сайн, генерал-лейтенант русской императорской армии, военный агент во Франции, участник русско-турецкой войны. Владелец Мирского замка.

## Биография
Князь Питер, как его называли в обществе, родился 10 мая 1831 года во Флоренции в семье князя Льва Витгенштейна и Стефании Радзивилл, наследницы колоссальных землевладений на западе Российской империи. Детство и юность провел за границей, много путешествуя с отцом и мачехой.
9 августа 1849 года определён на службу унтер-офицером во 2-й Павлоградский полк. 8 февраля 1850 года переведён в лейб-гвардейский Конный полк. 25 июля 1851 года произведён в корнеты. 18 января 1856 года назначен адъютантом к военному министру. В том же году командирован для осмотра Малороссийских казачьих полков. 23 апреля 1860 года назначен флигель-адъютантом к императору Александру ІІ.
26 июля 1861 года назначен военным агентом в Париже. 30 августа того же года получил чин полковника. 30 августа 1868 года произведён в генерал-майоры, с зачислением в свиту Его Величества и оставлен в должности военного агента. 12 октября 1876 года отчислен от должности военного агента, с оставлением в свите Его Величества. 4 августа 1877 года командирован в действующую армию. 28 ноября того же года пожалован в генерал-адъютанты. 30 августа 1879 года произведён в генерал-лейтенанты. 3 сентября 1884 года назначен состоять при императоре Австрийском.

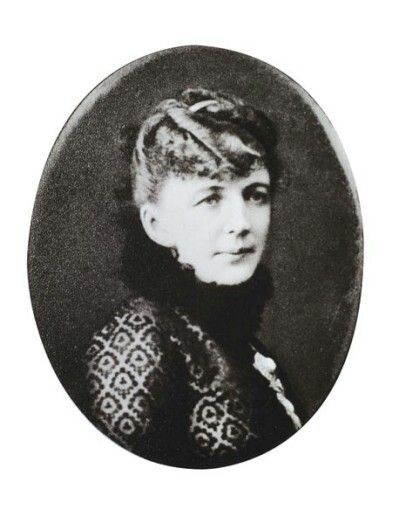
Розалия Леон

По свидетельству В. А. Инсарского, Витгенштейн «в особенности известен был тем, что страшно разорялся на знаменитейшую из камелий, известную всему Петербургу Розалию Леон (1832—1886)». Он даже вступил в брак с этой француженкой низкого происхождения, но детей не имел. Их венчание было 4 октября 1880 года в Керлеоне, спустя почти двадцать лет после знакомства. История их любви нашла свое отражение в нескольких книгах, которые выходят во Франции до сих пор. Розалия Леон умерла от туберкулеза 25 августа 1886 года в Бад-Эмсе.
Витгенштейн скончался скоропостижно 18 августа 1887 года и был похоронен во Франции рядом с женой. В 1891 году по инициативе его сестры княгини Марии Гогенлоэ его останки были перенесены на кладбище в Шиллингсфюрсте, около родовой усыпальницы князей Гогенлоэ. Людвигсбургскую ветвь рода Витгенштейнов продолжили два его младших брата, Фёдор (всё потомство морганатическое) и Александр.
- Орден Святой Анны 2-й ст. (1863)
- Орден Святого Владимира 4-й ст. (1865)
- Орден Святого Владимира 3-й ст. (1867)
- Орден Святого Станислава 1-й ст. (1870)
- Орден Святой Анны 1-й ст. (1871)
- Орден Святого Владимира 2-й ст. (1875)
- Золотой палаш «За храбрость» (1877)
- Орден Белого орла (1884)

иностранные:
- Французский Орден Почетного Легиона, командорский крест (1864)
- Австрийский Орден Леопольда, большой крест (1884)